# Tanaka Hisakazu
Tanaka Hisakazu (田中久一 (Điền Trung Cửu Nhất) 16 tháng 3 năm 1889 - 27 tháng 3 năm 1947) là một vị tướng trong Quân đội Nhật Bản, là Tổng đốc Lực lượng chiếm đóng Nhật Bản tại Hồng Kông trong Chiến tranh Thế giới thứ hai. Bạn bè thỉnh thoảng gọi anh là "Tanaka Hisaichi".

## Tiểu sử
Quê quán của anh ở Hyōgo, tốt nghiệp khóa 22 Trường Sĩ quan Lục quân (Đế quốc Nhật Bản) năm 1910 và khóa 30 Đại học Lục quân (Đế quốc Nhật Bản) năm 1918. Ông phục vụ trong Bộ Tổng tham mưu Đế quốc Nhật Bản từ năm 1919 - 1920, và được gửi đến Hoa Kỳ với vai trò Quan sát viên Quân sự năm 1923 - 1924.
Sau khi trở về Nhật Bản, ông tiếp tục phục vụ ở Bộ Tổng tham mưu, ngoại trừ có thời gian nắm giữ Trung đoàn 1 Vệ binh Hoàng Gia từ năm 1935 - 1937. Cuối năm 1937, ông được thăng chức Thiếu tướng và vào năm 1938 được chỉ định làm Tham mưu trưởng Đài Loan quân (Lục quân Đế quốc Nhật Bản) trong thời gian ngắn.
Tuy nhiên, cuộc Chiến tranh Trung-Nhật ngày càng quyết liệt, Tanaka nhanh chóng đứng vào hàng ngũ Tham mưu trưởng của Nam Phương quân vào năm 1938, và là chỉ huy trưởng của Quân đoàn 21 Lục quân Đế quốc Nhật Bản từ năm 1938 - 1939.
Tanaka quay trở lại Nhật Bản, từ năm 1939 - 1940 giữ chức Hiệu trưởng trường Quân đội Toyama, nhưng nhanh chóng trở lại chiến trường với chức vụ Trung tướng và chỉ huy Sư đoàn 21 IJA từ năm 1940 - 1943. Ông trở thành Tổng Tư lệnh của Quân đoàn 23 Nhật Bản tại Trung Quốc từ năm 1943 - 1945.
Đồng thời, từ ngày 16 tháng 12 năm 1944, ông đã giữ chức Tổng đốc Lực lượng chiếm đóng Nhật Bản tại Hồng Kông.
Vào cuối cuộc chiến, ông bị bắt bởi chính quyền chiếm đóng Mỹ và bị đưa ra xét sử trước một tòa án quân sự tổ chức tại Thượng Hải vào năm 1946. Ông bị kết tội tàn sát tập thể các tù binh Đồng Minh và bị kết án tử hình bằng cách treo cổ. Tuy nhiên, sau đó ông được chuyện sang một tòa án quân sự của Quốc Dân Đảng ở Nam Kinh, cho tội ác chiến tranh khi ông chỉ huy Quân đoàn 23 IJA tại Trung Quốc.
Năm 1947, ông bị xử bắn.

### Sách
- Snow, Philip (2003). The Fall of Hong Kong: Britain, China, and the Japanese Occupation. ISBN 0-300-09352-7.